# タップ・オシリス・マグナ神殿

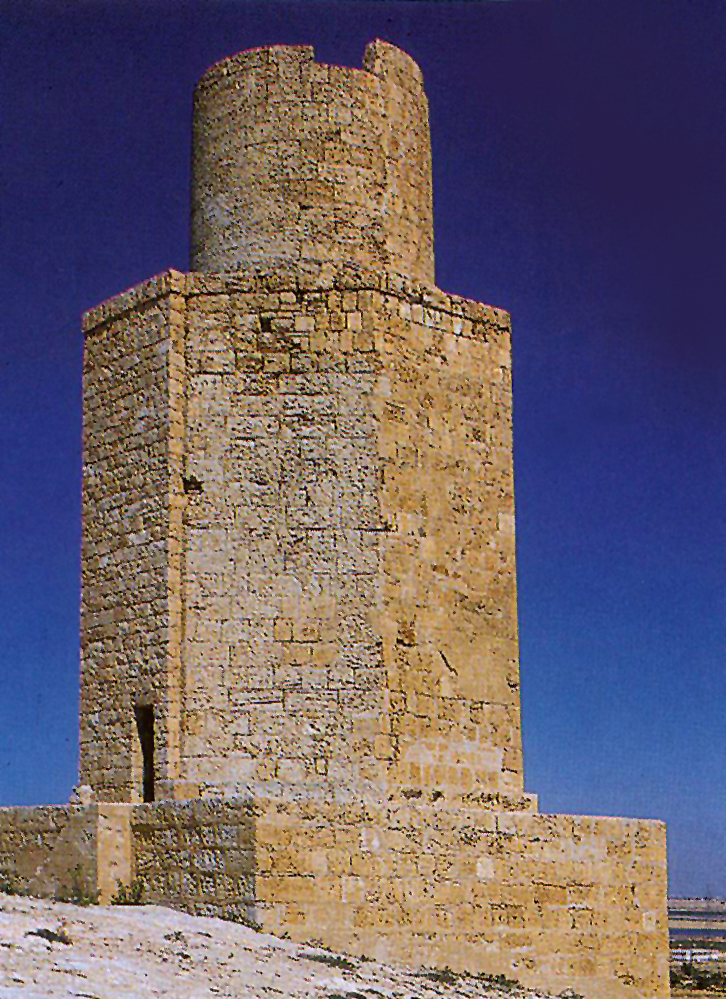
灯台の遺跡

タップ・オシリス・マグナ神殿とは、エジプト、アレクサンドリア県にあるプトレマイオス朝時代の神殿跡である。

## 概要
紀元前280年から270年の間にファラオ・プトレマイオス2世によって建設された同じ場所に同じ名前の神殿と同様に都市の名前がある。プルタルコスによると、神殿はオシリスの墓を表している。アレクサンドロス大王が紀元前332年にエジプトを征服し、アレクサンドリア市を設立した後、タップ・オシリス・マグナの街はコーアックの宗教祭の中心になった。
1798年にフランスのナポレオンがエジプトに上陸した後、彼はアレクサンドリアとタップ・オシリス・マグナの建物跡の調査を行った。オスマン帝国が1801年に都市を占領した後、エジプト総督となったムハンマド・アリーは旧市街の廃墟の上に現代都市としてのアレクサンドリアを再建することに決めた。20世紀に入ると、このサイトの発掘はイタリアの知事エバリスト・ブレリア（Etharisto Breccia）に始まった。カリストニスは、アレクサンドロス大王がシワのオアシスに向かう途中にこの都市を訪れたと述べている。これは、ヘレニズム時代にここに町があったに違いないという理論に信憑性を与えている。

## 貿易における役割
都市は、古代のマイオレット湖の乾燥したベッドの移動可能な腕の上に立っていた。湖の大きさは、エジプトとリビアの間の貿易において湖の港が役割を果たす可能性を高めている。西からの貿易商人は港への水輸送を利用して、キャラバンルートを利用することができる。同様に、リビアからの貿易商人はタップ・オシリス・マグナのボートに積み込まれ、ボートを通ってエジプトの内部都市に運ばれたが、この理論にも批判がある。エジプトのこの地域で生産されたワインは、この時期にも有名だった。

## 神殿と灯台
タテニア尾根の上には、マイオレット湖と海を隔てる石灰岩のアウトクロップがあり、1930年代に部分的に修復された2つのモニュメントがある。1つはファロス島の大灯台の再建に使用されたタワーであり、もう1つはクレオパトラの最後の休息地であると信じられているオシリスの神殿の遺跡である。まだ実施されている塔についての最も学術的な研究では、「アブシールの塔」は間違いなく灯台でもなく、塔でもないと結論づけられた。ファロス島の大灯台が建立された後、プトレマイオス時代に建てられたのはおそらく葬儀記念碑だけだったとされる。

## エリア内の他の構造
住宅と公共の両方の建物は、水槽や教会とともに近所にある。ネクロポリスは石棺やピラミッドから柱や柱まで様々な埋葬様式を示している。この古代の居留地は、2世紀から7世紀まで占領されていた。

## 最近の発掘調査
様々な考古学者が1998年からこの遺跡の発掘調査に取り組んでいる。2010年に考古学者は巨大で頭のない花崗岩で出来たプトレマイオス王の像と、オシリスに捧げられた寺院の当時の門を発見した。ザヒ・ハワス博士によると、古代エジプトのファラオが身につけていたとされる襟やキルトが見られる伝統的で記念碑的な彫刻は、タップ・オシリス・マグナ神殿を建設したプトレマイオス4世のことであると予想されている。また、調査チームは、かつて神殿の入り口に並んでいた石灰石の基礎石を発見した。入り口にファラオニック時代のスフィンクス像に見られる特徴を持った一連のスフィンクス像が並んでいることも、これを示している。神殿の後ろには、多くの古代ギリシャ・ローマ世界風のミイラを含む墓地が発見された。初期の調査では、ハワス博士は、ミイラは顔を神殿の方向に向けて埋葬されていたとしている。つまり、神殿には重要な王室人物、おそらくクレオパトラの埋葬が含まれている可能性がある。
ハワス博士が率いる探検隊は27の墓を発見した。このうちの20の墓は、アーチ型の石棺のように形作られていて、残りの7つは単純な埋葬室につながる階段で構成されている。これらの墓の中で、チームは合計で10のミイラを発見した。そのうちの2つは金メッキで装飾されていた。この墓地の発見は、王位継承の可能性が高い重要な人物が神殿の中に埋葬される可能性があることを示すものとなった。
新たに発見された墓の様式は、それらがグレコ・ローマン時代に建設されたことを示しており、ドミニカ共和国出身の考古学者で刑事弁護士のキャスリーン・マルティネス博士は、この探検隊がイシスに捧げられたタップ・オシリス・マグナ神殿を発掘し、アレクサンドロス大王の顔が描かれたコインを発見したと述べている。彼らは神殿の中にいくつかの深いシャフト（縦穴）を発見した。そのうちの3つは埋葬用に使われたと思われ、これらのシャフトは重要な人々の墓であった可能性があり、チームの指導者たちは、クレオパトラとアントニウスがすでに神殿内で発見されたものと同様の深い軸に埋葬されたと信じている。
ハワス博士によると、この探検隊はクレオパトラの美しい頭部と横顔が刻印された22個の硬貨を発見したという。彫像とコインは彼女の美しさを見せ、最近イギリスの博物館のキュレーターが女王がかなり醜いと示唆したアイデアと矛盾している。
タップ・オシリス・マグナの発見は、ユリウス・カエサルとマルクス・アントニウスの心を捉えたクレオパトラの魅力を反映し、クレオパトラは決して魅力的ではないことを示している。さらに、彫刻された頭の特徴は、アフリカの祖先の徴候を示さず、最近進歩した理論に反している。チームはプトレマイオス時代の美しい頭のない像とともに、多くの護符を発見した。最も興味深い発見の中には、きれいな顎を持つ男を描写するユニークなマスクがあり、その顔はアントニウス自身の肖像画にいくらか類似している。
エジプトのアレクサンドリア西部のタップ・オシリス・マグナの神殿のレーダー調査は、クレオパトラとマルクス・アントニウスの墓の探検の一環として2011年にスタートした。神殿およびその周辺地域を発掘する考古最高評議会（SCA）の探検隊は、SCAの長官であるザヒ・ハワス博士とキャスリーン・マルティネス博士によって率いられている。
2012年、遺跡には第二次エル・アラメイン会戦の余波が及んでいたことが明らかになった。チームはいくつかの不発弾を発見しただけでなく、イタリア軍とニュージーランド軍兵士の遺体をトンネル内から発見した。2013年現在、発掘調査は中断されていたが、マルティネス博士は発掘調査を継続する許可を与えられた。
「クレオパトラの失われた墓」と呼ばれる2015年10月放送のドキュメンタリー番組（イギリスのチャンネル4）で、マルティネス博士は墓である可能性が高い2つの縦穴の隅に、新たな地下遺跡が発見された。墓の可能性がある縦穴を調査する作業は、2016年の公式掘削時期が始まると開始されることが期待されると述べた。